# Lanocira glabra
Lanocira glabra är en kräftdjursart som beskrevs av Jones 1982. Lanocira glabra ingår i släktet Lanocira och familjen Corallanidae. Inga underarter finns listade i Catalogue of Life.